# 남심여심
《남심여심》은 대한민국의 방송국 MBC의 예능 프로그램 《우리들의 일밤》의 한 코너인 《룰루랄라》의 후속 코너이다. 코엔미디어에서 만들었으며 2012년 3월 18일부터 2012년 6월 10일까지 방송되었다.
남녀 연예인이 성 역할을 서로 바꿔본다는 기획의도가 많은 예능 프로그램들이 소재로 삼았던 것을 확장했다는 혹평을 받아 낮은 시청률로 고전을 면치 못하면서 얼마 못 가 12회만에 조기종영되었다.

## 제작진 소개
- 기획 : 김정욱
- 제작 : 이상헌
- 연출 : 조승훈, 박세준, 윤석민, 김규호, 신은조
- 조연출 : 강미향, 김유리, 강유정
- 작가 : 박휘선, 이지선, 오영숙, 조정인, 김상숙, 이선영, 안해지
- 제작사 : MBC

## 출연자 소개
- 정준하 (3월 18일 ~ 6월 10일)
- 오만석 (3월 18일 ~ 6월 10일)
- 이준 (3월 18일 ~ 6월 10일)
- 강동호 (3월 18일 ~ 6월 10일)
- 천지
- 정선희
- 윤정희
- 신봉선
- 최송현
- 정은지
- 브라이언 (3월 18일 ~ 중도하차)

## 방영 목록
| 회차 | 에피소드                                          |
| ---- | ------------------------------------------------- |
| 1    | 남심팀(파자마 파티 체험) vs 여심팀(조기축구 체험) |
| 2    | 남심팀(문화센터 체험) vs 여심팀(낚시 체험)        |
| 3    | 남심팀(쇼핑 체험) vs 여심팀(종합격투기 체험)      |
| 4    | 남심팀(요리 체험) vs 여심팀(족구 체험)            |
| 5    | 칼싸움 체험                                       |
| 6    | 남심팀(펜션여행) vs 여심팀(캠핑여행)              |
| 7    | 스턴트액션 체험 1편                               |
| 8    | 스턴트액션 체험 2편                               |
| 9    | 연애 체험 1편                                     |
| 10   | 연애 체험 2편                                     |
| 11   | 일일선생님 체험 1편                               |
| 12   | 일일선생님 체험 2편                               |

## 시청률
- AGB닐슨 미디어 리서치에서 공개한 표를 바탕으로 작성한 시청률이다. 빨간색 글씨는 최고 시청률, 파란색 글씨는 최저 시청률을 나타낸다.

| 회차   | 방송일   | 시청률              | 시청률 |
| 회차   | 방송일   | AGB닐슨 전국 시청률 |        |
| ------ | -------- | ------------------- | ------ |
| 제1회  | 3월 18일 | 2.8%                |        |
| 제2회  | 3월 25일 | 2.2%                |        |
| 제3회  | 4월 1일  | 4.1%                |        |
| 제4회  | 4월 8일  | 2.4%                |        |
| 제5회  | 4월 15일 | 2.2%                |        |
| 제6회  | 4월 22일 | 3.0%                |        |
| 제7회  | 4월 29일 | 2.0%                |        |
| 제8회  | 5월 13일 | 1.9%                |        |
| 제9회  | 5월 20일 | 1.6%                |        |
| 제10회 | 5월 27일 | 2.1%                |        |
| 제11회 | 6월 3일  | 1.9%                |        |
| 제12회 | 6월 10일 | 1.8%                |        |

## 결방
- 2012년 5월 6일 - <김연아의 올댓 스케이트> 생중계 편성[2]

## 경쟁 프로그램
- 일요일이 좋다
  - 정글의 법칙 (경쟁 프로그램)
  - 런닝맨 (2부 프로그램)

- 해피선데이
  - 남자의 자격 (경쟁 프로그램)
  - 1박 2일 (2부 프로그램)

- 일밤
  - 나는 가수다 II (2부 프로그램)